# Tratayenia
Tratayenia rosalesi
Genre
Espèce
Tratayenia est un genre fossile de dinosaures du groupe des Theropoda Megaraptora connu grâce à des restes trouvés dans la formation Bajo de la Carpa (en) d'âge Santonien en Argentine. Le type et la seule espèce, Tratayenia rosalesi, a été décrit en mars 2018.
Tratayenia peut être distingué des autres Megaraptora sur la base de trois autapomorphies (caractéristiques dérivées uniques) de la partie avant de chaque vertèbre dorsale, ainsi que d'une seule autapomorphie du sacrum. Tratayenia est l'un des plus jeunes genres connus de Megaraptora, ayant vécu il y a seulement 83 Ma (million d'années).

## Découverte et dénomination
L'holotype consiste en un squelette partiel bien préservé, MUCPv 1162, qui comprend plusieurs portions articulées de la colonne vertébrale. Une partie du squelette est un chapelet de cinq vertèbres dorsales, probablement les septième à onzième dorsales. La plus grande partie articulée du squelette est un chapelet de vertèbres comprenant les deux dernières dorsales ainsi que les cinq sacrales et une grande partie de l'ilium droit. Les autres os conservés comprennent deux côtes dorsales partielles et des fragments du pubis et de l'ischium.
Ce squelette a été découvert pour la première fois en 2006 sur un site fossilifère de la formation Bajo de la Carpa par Diego Rosales, technicien de l'Universidad Nacional del Comahue (en). Peu de temps après, il a été excavé par le paléontologue de l'UNC Juan D. Porfifi. Porfiri et al. ont publié un rapport préliminaire sur le nouveau dinosaure dans un résumé de 2008, et ont suggéré qu'il pourrait avoir été un parent des Carcharodontosauridae [3]. En 2018, le nouveau taxon a été décrit avec le nom générique Tratayenia, nommé d'après Tratayén, le site fossile où il a été excavé. Le nom spécifique Tratayenia rosalesi honore Diego Rosales.

## Description

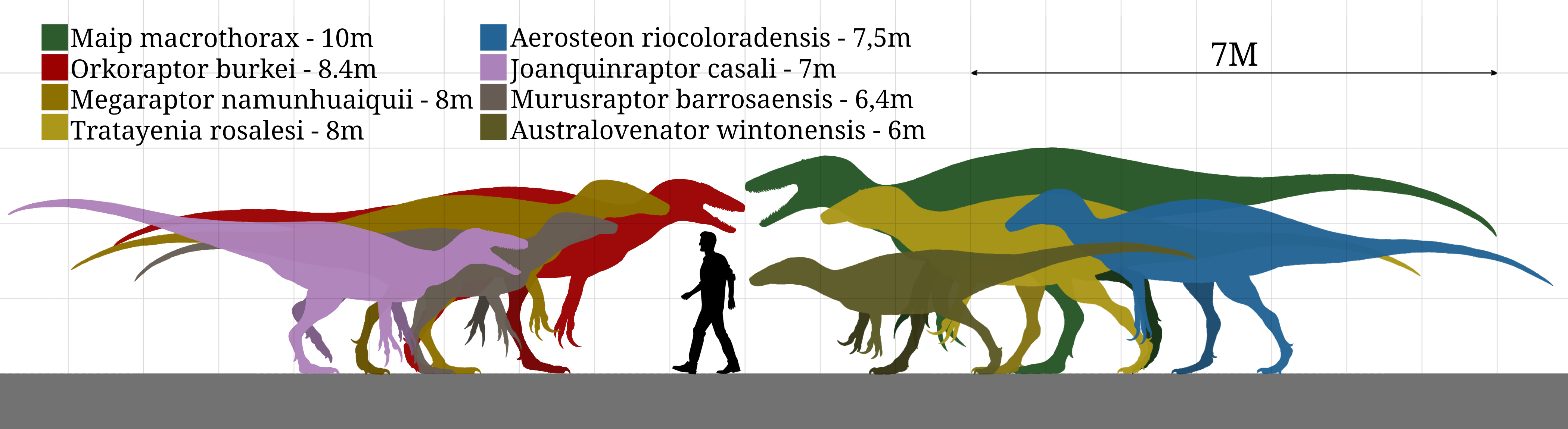
Tailles de Megaraptoridae.

Tratayenia était un Megaraptora de taille moyenne, pouvant atteindre 8 mètres de long. Il était étroitement lié à des genres tels que Megaraptor, Australovenator et Murusraptor. Comme la plupart des autres Megaraptora, il avait probablement de grandes griffes sur les mains pour chasser ses proies. L'analyse de la Baja de la Carpa indique que Tratayenia pourrait avoir été géologiquement l'un des plus jeunes Megaraptora jamais découverts. Tratayenia est aussi le plus grand animal carnivore nommé de la formation Bajo de la Carpa, renforçant l'hypothèse que les Megaraptoridae étaient des prédateurs supérieurs dans le sud de l'Amérique du Sud du Turonien au Santonien ou au Campanien précoce, après l'extinction des Carcharodontosauridae,.

### Vertèbres dorsales
Les vertèbres dorsales étaient hautes et étroites, avec de grandes fosses appelées pleurocèles sur le côté de leurs centrum (partie principale en forme de bobine). Ces caractéristiques sont communes aux vertèbres des grands théropodes carnivores. Certaines vertèbres présentaient des fragments d'os dans les pleurocèles, qui étaient probablement des restes de fines parois osseuses appelées septa qui divisaient les fosses. Les septa sont également connus chez d'autres Megaraptora et Carcharodontosauridae. Les arcs neuraux des vertèbres sont plus hauts et plus étroits chez Tratayenia que chez la plupart des autres Theropoda. Les processus transversaux tubulaires (facettes des côtes) font saillie vers le haut et sur le côté. Une grande et profonde excavation est située directement sous chaque processus transversal, délimitée à l'avant et à l'arrière par de fines lames (crêtes). Le bord avant est formé par la lamelle paradiapophysaire et le bord arrière est formé par la lamelle centrodiapophysaire postérieure. Ces caractéristiques sont également connues chez le Megaraptora Murusraptor.
Les prézygapophyses (plaques articulaires vertébrales antérieures) sont rectangulaires vues de côté, les bords antérieurs et inférieurs convergeant presque à angle droit. Ceci est une autapomorphie (adaptation unique) de Tratayenia. Une crête appelée lame prézygodiapophysaire relie les prézygapophyses aux processus transversaux. Un autre autapomorphisme de Tratayenia est que la lame prézygodiapophysaire est parallèle à la lame paradiapophysaire. Les autres Theropoda ont soit une lame paradiapophysaire peu développée (ou absente), soit une lame angulaire par rapport à la lame prézygodiapophysaire. Le bord antérieur de chaque vertèbre présente une troisième autapomorphie, liée à deux paires de lames (quatre au total) reliant les prézygapophyses aux épines neurales. À la base des épines neurales, les deux lames qui composent chaque paire sont très proches l'une de l'autre. Mais à mesure que les lames se rapprochent des prézygapophyses, elles divergent pour prendre la forme d'un Y inversé. Ces structures en Y inversé sont au nombre de deux, visibles de face, pour les côtés gauche et droit d'une vertèbre.
Les postzygapophyses (plaques articulaires vertébrales postérieures) ont une forme plus typique, et le bord arrière de chaque vertèbre présente une petite hyposphène en forme de lame qui se divise en trois crêtes par le bas. Les épines neurales sont hautes et rectangulaires lorsqu'elles sont vues de côté, et uniformément fines lorsqu'elles sont vues de face. La plupart sont complètement verticales, mais l'une des vertèbres dorsales conservées près de la hanche s'incline légèrement vers l'avant comme chez divers Allosauroidea. Les fragments de côtes conservés sont incurvés et creux. Ils étaient reliés aux vertèbres par deux condyles distincts, séparés par une grande ouverture qui était peut-être en continuité avec la cavité interne.

### Sacrum et hanche
Tratayenia possèdait cinq vertèbres sacrées (hanches), comme c'est la norme chez les Theropoda. Elles sont très semblables aux vertèbres dorsales sous divers aspects, comme la présence de grands pleurocèles, de centres hauts et étroits, et d'excavations liées à des lames sous les processus transversaux. Cependant, ils ne présentent qu'une seule autapomorphie : la largeur antéropostérieure (d'avant en arrière) de l'épine neurale augmente drastiquement de la deuxième à la cinquième vertèbre sacrée par rapport à la première vertèbre. En effet, l'épine neurale de la cinquième sacrée est deux fois plus longue antéro-postérieurement que celle de la première. Ce trait a également été observé chez Tyrannosaurus et un sacrum de Megaraptora sans nom (SNMS 58023) du membre Romualdo de la formation Santana au Brésil, donc son statut d'autapomorphie de Tratayenia n'est pas concret. Certaines des vertèbres sacrées ont des épines neurales qui sont fusionnées, et les trois dernières sont courbées vers l'arrière. La quatrième sacrée a une forme similaire à celles du sacrum de la formation Santana.
L'ilium (lame supérieure de la hanche) était fortement pneumatisé, c'est-à-dire qu'il était rempli de poches d'air. La pneumatisation de l'ilium est la plus courante chez les Megaraptora parmi les Theropoda, comme on le voit chez des taxons tels que Aerosteon et Murusraptor. La surface externe de l'ilium est perforée par plusieurs pores pneumatiques, semblables à ceux d'Aerosteon, mais le bord supérieur de l'os est droit, contrairement à l'ilium incurvé d'Aerosteon. Un os identifié comme étant la botte pubienne (pointe élargie du pubis) a été retrouvé dans l'holotype, ainsi que des fragments de l'ischium, qui a la forme d'une longue et fine tige couverte de rainures.

## Classification
Les Megaraptora ont des relations très controversées avec les autres Théropoda. La première hypothèse dominante est qu'ils sont des Carnosauria, lointainement apparentés à Allosaurus et plus étroitement apparentés à Neovenator et aux Carcharodontosauridae. La deuxième hypothèse populaire les considère comme des Tyrannosauroidea basaux, faisant partie de la lignée des Coelurosauria qui comprend les Proceratosauridae à crête ainsi que les célèbres Tyrannosauridae comme Tyrannosaurus. Une troisième hypothèse les considère également comme des Coelurosauria, mais en dehors des Tyrannosauroidea et basaux par rapport à pratiquement tous les autres groupes de Coelurosauria. La description de Tratayenia par Porfiri et al. préfère cette troisième hypothèse.
Le cladogramme ci-dessous suit le consensus strict (résultat moyen) des 12 arbres les plus parcimonieux (les chemins évolutifs les plus simples, en termes de quantité totale de caractéristiques échantillonnées évoluées ou perdues entre les taxons échantillonnés) trouvés par l'analyse phylogénétique de Porfiri et al. (2018). Bien que les résultats soient différents, l'analyse de la méthodologie était pratiquement identique à celle d'Apesteguia et al. (2016), ne différant que par le fait qu'elle incorporait Tratayenia et Murusraptor, deux Megaraptora non échantillonnés dans l'analyse d'Apesteguia et al.,
|  | Sinraptor       |
|  |                 |
|  | Monolophosaurus |
|  |                 |

|  | Tyrannotitan                                                  |
|  |                                                               |
|  | \| \| Mapusaurus \| \| \| \| \| \| Giganotosaurus \| \| \| \| |
|  |                                                               |
|  | Mapusaurus                                                    |
|  |                                                               |
|  | Giganotosaurus                                                |
|  |                                                               |

|  | Mapusaurus     |
|  |                |
|  | Giganotosaurus |
|  |                |

|  | Tyrannotitan                                                  |
|  |                                                               |
|  | \| \| Mapusaurus \| \| \| \| \| \| Giganotosaurus \| \| \| \| |
|  |                                                               |
|  | Mapusaurus                                                    |
|  |                                                               |
|  | Giganotosaurus                                                |
|  |                                                               |

|  | Mapusaurus     |
|  |                |
|  | Giganotosaurus |
|  |                |

|  | Tyrannotitan                                                  |
|  |                                                               |
|  | \| \| Mapusaurus \| \| \| \| \| \| Giganotosaurus \| \| \| \| |
|  |                                                               |
|  | Mapusaurus                                                    |
|  |                                                               |
|  | Giganotosaurus                                                |
|  |                                                               |

|  | Mapusaurus     |
|  |                |
|  | Giganotosaurus |
|  |                |

|  | Tyrannotitan                                                  |
|  |                                                               |
|  | \| \| Mapusaurus \| \| \| \| \| \| Giganotosaurus \| \| \| \| |
|  |                                                               |
|  | Mapusaurus                                                    |
|  |                                                               |
|  | Giganotosaurus                                                |
|  |                                                               |

|  | Mapusaurus     |
|  |                |
|  | Giganotosaurus |
|  |                |

|                | Fukuiraptor |
|                | |
| Megaraptoridae | \| \| Murusraptor \| \| \| \| \| \| Tratayenia \| \| \| \| \| \| Megaraptor \| \| \| \| \| \| Aerosteon \| \| \| \| \| \| Australovenator \| \| \| \| \| \| Orkoraptor \| \| \| \| |
|                | \| \| Murusraptor \| \| \| \| \| \| Tratayenia \| \| \| \| \| \| Megaraptor \| \| \| \| \| \| Aerosteon \| \| \| \| \| \| Australovenator \| \| \| \| \| \| Orkoraptor \| \| \| \| |
|                | Murusraptor |
|                | |
|                | Tratayenia |
|                | |
|                | Megaraptor |
|                | |
|                | Aerosteon |
|                | |
|                | Australovenator |
|                | |
|                | Orkoraptor |
|                | |

|  | Murusraptor     |
|  |                 |
|  | Tratayenia      |
|  |                 |
|  | Megaraptor      |
|  |                 |
|  | Aerosteon       |
|  |                 |
|  | Australovenator |
|  |                 |
|  | Orkoraptor      |
|  |                 |

|                | Fukuiraptor |
|                | |
| Megaraptoridae | \| \| Murusraptor \| \| \| \| \| \| Tratayenia \| \| \| \| \| \| Megaraptor \| \| \| \| \| \| Aerosteon \| \| \| \| \| \| Australovenator \| \| \| \| \| \| Orkoraptor \| \| \| \| |
|                | \| \| Murusraptor \| \| \| \| \| \| Tratayenia \| \| \| \| \| \| Megaraptor \| \| \| \| \| \| Aerosteon \| \| \| \| \| \| Australovenator \| \| \| \| \| \| Orkoraptor \| \| \| \| |
|                | Murusraptor |
|                | |
|                | Tratayenia |
|                | |
|                | Megaraptor |
|                | |
|                | Aerosteon |
|                | |
|                | Australovenator |
|                | |
|                | Orkoraptor |
|                | |

|  | Murusraptor     |
|  |                 |
|  | Tratayenia      |
|  |                 |
|  | Megaraptor      |
|  |                 |
|  | Aerosteon       |
|  |                 |
|  | Australovenator |
|  |                 |
|  | Orkoraptor      |
|  |                 |

|  | Sinraptor       |
|  |                 |
|  | Monolophosaurus |
|  |                 |

|  | Tyrannotitan                                                  |
|  |                                                               |
|  | \| \| Mapusaurus \| \| \| \| \| \| Giganotosaurus \| \| \| \| |
|  |                                                               |
|  | Mapusaurus                                                    |
|  |                                                               |
|  | Giganotosaurus                                                |
|  |                                                               |

|  | Mapusaurus     |
|  |                |
|  | Giganotosaurus |
|  |                |

|  | Tyrannotitan                                                  |
|  |                                                               |
|  | \| \| Mapusaurus \| \| \| \| \| \| Giganotosaurus \| \| \| \| |
|  |                                                               |
|  | Mapusaurus                                                    |
|  |                                                               |
|  | Giganotosaurus                                                |
|  |                                                               |

|  | Mapusaurus     |
|  |                |
|  | Giganotosaurus |
|  |                |

|  | Tyrannotitan                                                  |
|  |                                                               |
|  | \| \| Mapusaurus \| \| \| \| \| \| Giganotosaurus \| \| \| \| |
|  |                                                               |
|  | Mapusaurus                                                    |
|  |                                                               |
|  | Giganotosaurus                                                |
|  |                                                               |

|  | Mapusaurus     |
|  |                |
|  | Giganotosaurus |
|  |                |

|  | Tyrannotitan                                                  |
|  |                                                               |
|  | \| \| Mapusaurus \| \| \| \| \| \| Giganotosaurus \| \| \| \| |
|  |                                                               |
|  | Mapusaurus                                                    |
|  |                                                               |
|  | Giganotosaurus                                                |
|  |                                                               |

|  | Mapusaurus     |
|  |                |
|  | Giganotosaurus |
|  |                |

|                | Fukuiraptor |
|                | |
| Megaraptoridae | \| \| Murusraptor \| \| \| \| \| \| Tratayenia \| \| \| \| \| \| Megaraptor \| \| \| \| \| \| Aerosteon \| \| \| \| \| \| Australovenator \| \| \| \| \| \| Orkoraptor \| \| \| \| |
|                | \| \| Murusraptor \| \| \| \| \| \| Tratayenia \| \| \| \| \| \| Megaraptor \| \| \| \| \| \| Aerosteon \| \| \| \| \| \| Australovenator \| \| \| \| \| \| Orkoraptor \| \| \| \| |
|                | Murusraptor |
|                | |
|                | Tratayenia |
|                | |
|                | Megaraptor |
|                | |
|                | Aerosteon |
|                | |
|                | Australovenator |
|                | |
|                | Orkoraptor |
|                | |

|  | Murusraptor     |
|  |                 |
|  | Tratayenia      |
|  |                 |
|  | Megaraptor      |
|  |                 |
|  | Aerosteon       |
|  |                 |
|  | Australovenator |
|  |                 |
|  | Orkoraptor      |
|  |                 |

|                | Fukuiraptor |
|                | |
| Megaraptoridae | \| \| Murusraptor \| \| \| \| \| \| Tratayenia \| \| \| \| \| \| Megaraptor \| \| \| \| \| \| Aerosteon \| \| \| \| \| \| Australovenator \| \| \| \| \| \| Orkoraptor \| \| \| \| |
|                | \| \| Murusraptor \| \| \| \| \| \| Tratayenia \| \| \| \| \| \| Megaraptor \| \| \| \| \| \| Aerosteon \| \| \| \| \| \| Australovenator \| \| \| \| \| \| Orkoraptor \| \| \| \| |
|                | Murusraptor |
|                | |
|                | Tratayenia |
|                | |
|                | Megaraptor |
|                | |
|                | Aerosteon |
|                | |
|                | Australovenator |
|                | |
|                | Orkoraptor |
|                | |

|  | Murusraptor     |
|  |                 |
|  | Tratayenia      |
|  |                 |
|  | Megaraptor      |
|  |                 |
|  | Aerosteon       |
|  |                 |
|  | Australovenator |
|  |                 |
|  | Orkoraptor      |
|  |                 |

## Paléoécologie
Tratayenia vivait dans la formation Bajo de la Carpa aux côtés de nombreux lézards et tortues, de l'espèce de serpent Dinilysia patagonica, de nombreux oiseaux tels que Patagopteryx deferrariisi, une quantité diverse de Crocodylomorpha et de nombreux dinosaures tels que Viavenator et Traukutitan.